# DTM-Saison 2015
Die DTM-Saison 2015 war die 29. Saison der DTM und die 16. seit Neugründung der Serie im Jahr 2000. Die Saison begann am 2. Mai in Hockenheim und ging am 18. Oktober an gleicher Stelle zu Ende. Die Saison war eine sehr ausgeglichene. Die 18 Rennen wurden von 13 verschiedenen Fahrern gewonnen und nur die drei Erstplatzierten in der Meisterschaft gewannen mehr als ein Rennen.

## Sportliche und technische Änderungen

### Hersteller
Mercedes benannte zur Saison 2015 die zuvor unter dem Namen DTM AMG Mercedes C-Coupé eingesetzten Fahrzeuge in Mercedes-AMG C63 DTM um.

### Teams
Mercedes erhöhte sein Aufgebot von sieben auf acht Fahrzeuge. Das Team ART Grand Prix stieg im Zuge dessen in die DTM ein, HWA reduziert die Anzahl der eingesetzten Fahrzeuge von fünf auf vier.

### Reglement
In der Saison 2015 wurden an jedem Rennwochenende zwei Rennen ausgetragen, eines am Samstag und eines am Sonntag. Bereits von 1988 bis 2000 hatte es zwei Wertungsläufe an einem Rennwochenende gegeben, jedoch beide am Sonntag. Da sich die Anzahl der Rennwochenenden von zehn auf neun reduzierte, erhöhte sich die Anzahl der Rennen von zehn auf 18.
Das Rennen am Samstag dauerte 40 Minuten, das Rennen am Sonntag 60 Minuten. Einen Pflichtboxenstopp gab es nur noch im Sonntagsrennen. Vor beiden Rennen wurde ein jeweils 20 Minuten langes Qualifying durchgeführt. Obwohl die beiden Rennen unterschiedlich lang waren, wurden gleich viele Punkte vergeben.
Die Fahrer durften das DRS in dieser Saison maximal dreimal statt einmal in einer Runde verwenden. Die Stelle auf der Rennstrecke war den Fahrern hierbei freigestellt, fest definierte DRS-Zonen, wie in der Formel-1-Weltmeisterschaft, gab es nicht. Außerdem durfte der Abstand auf das vorausfahrende Fahrzeug nur noch maximal eine Sekunde betragen, bislang waren dies zwei Sekunden.
Pro Fahrzeug standen für beide Qualifyings und die beiden Rennen nur vier Reifensätze zur Verfügung. Da im zweiten Rennen zwei Reifensätze verwendet werden mussten, musste also ein Reifensatz zweimal verwendet werden.
Ähnlich wie in der Formel 1 gab es nun auch in der DTM eine Sperrstunde, die Mechaniker durften in der Nacht von Samstag auf Sonntag elf Stunden am Stück nicht arbeiten. Einmal pro Saison durfte jeder Fahrer jedoch einen Joker einsetzen, in diesem Fall durften die Mechaniker die Sperrstunde missachten.
Aus Kostengründen war pro Fahrer weiterhin nur ein Motor für die gesamte Saison erlaubt, jeder Hersteller hatte statt zwei aber nur noch einen Ersatzmotor für sämtliche Fahrer zur Verfügung.
Ab der Saison 2015 behielten Fahrer ihre Startnummer, ähnlich wie seit 2014 in der Formel 1, über mehrere Saisons. Die Nummern von 2 bis 99 durften von den Fahrern frei gewählt werden. Die Nummer 1 blieb dem amtierenden Meister vorbehalten.

### Reifen
Alle Teams verwendeten Reifen von Hankook.

## Starterfeld
Folgende Fahrer sind in der Saison gestartet:
| Nr. | Fahrer                 | Team                              | Fahrzeug                  | Rennwochenende |
| --- | ---------------------- | --------------------------------- | ------------------------- | -------------- |
| 1   | Marco Wittmann         | BMW Team RMG                      | BMW M4 DTM 2015           | alle           |
| 36  | Maxime Martin          | BMW Team RMG                      | BMW M4 DTM 2015           | alle           |
| 5   | Mattias Ekström        | Audi Sport Team Abt Sportsline    | Audi RS 5 DTM 2015        | alle           |
| 17  | Miguel Molina          | Audi Sport Team Abt Sportsline    | Audi RS 5 DTM 2015        | alle           |
| 10  | Timo Scheider          | Audi Sport Team Phoenix           | Audi RS 5 DTM 2015        | 1–5, 7–9       |
| 93  | Antonio Giovinazzi     | Audi Sport Team Phoenix           | Audi RS 5 DTM 2015        | 6              |
| 99  | Mike Rockenfeller      | Audi Sport Team Phoenix           | Audi RS 5 DTM 2015        | alle           |
| 8   | Christian Vietoris     | gooix/Original-Teile Mercedes-AMG | Mercedes-AMG C63 DTM 2015 | alle           |
| 94  | Pascal Wehrlein        | gooix/Original-Teile Mercedes-AMG | Mercedes-AMG C63 DTM 2015 | alle           |
| 27  | Adrien Tambay          | Audi Sport Team Abt               | Audi RS 5 DTM 2015        | alle           |
| 48  | Edoardo Mortara        | Audi Sport Team Abt               | Audi RS 5 DTM 2015        | alle           |
| 13  | António Félix da Costa | BMW Team Schnitzer                | BMW M4 DTM 2015           | alle           |
| 77  | Martin Tomczyk         | BMW Team Schnitzer                | BMW M4 DTM 2015           | alle           |
| 51  | Nico Müller            | Audi Sport Team Rosberg           | Audi RS 5 DTM 2015        | alle           |
| 53  | Jamie Green            | Audi Sport Team Rosberg           | Audi RS 5 DTM 2015        | alle           |
| 18  | Augusto Farfus         | BMW Team RBM                      | BMW M4 DTM 2015           | alle           |
| 31  | Tom Blomqvist          | BMW Team RBM                      | BMW M4 DTM 2015           | alle           |
| 3   | Paul di Resta          | SILBERPFEIL Energy Mercedes-AMG   | Mercedes-AMG C63 DTM 2015 | alle           |
| 6   | Robert Wickens         | SILBERPFEIL Energy Mercedes-AMG   | Mercedes-AMG C63 DTM 2015 | alle           |
| 7   | Bruno Spengler         | BMW Team MTEK                     | BMW M4 DTM 2015           | alle           |
| 16  | Timo Glock             | BMW Team MTEK                     | BMW M4 DTM 2015           | alle           |
| 12  | Daniel Juncadella      | PETRONAS Mercedes-AMG             | Mercedes-AMG C63 DTM 2015 | alle           |
| 84  | Maximilian Götz        | PETRONAS Mercedes-AMG             | Mercedes-AMG C63 DTM 2015 | alle           |
| 2   | Gary Paffett           | EURONICS/BWT Mercedes-AMG         | Mercedes-AMG C63 DTM 2015 | alle           |
| 22  | Lucas Auer             | EURONICS/BWT Mercedes-AMG         | Mercedes-AMG C63 DTM 2015 | alle           |

- Esteban Ocon hatte für Mücke Motorsport an einem freien Training beim letzten Rennwochenende teilgenommen.

### Änderungen bei den Fahrern
Die folgende Auflistung enthält neben den Einsteigern und Rückkehrern für die Saison 2015 alle Fahrer, die an der DTM-Saison 2014 teilgenommen haben und in der Saison 2015 nicht für dasselbe Team wie 2014 starteten.
Fahrer, die ihr Team gewechselt haben:
- António Félix da Costa: BMW-Team-MTEK → BMW-Team-Schnitzer
- Gary Paffett: EURONICS/FREE MAN'S WORLD Mercedes AMG → ART Grand Prix
- Bruno Spengler: BMW-Team-Schnitzer → BMW-Team-MTEK

Fahrer, die in die DTM einstiegen bzw. zurückkehrten:
- Lucas Auer: Europäische Formel-3-Meisterschaft (Mücke Motorsport) → ART Grand Prix
- Tom Blomqvist: Europäische Formel-3-Meisterschaft (Jagonya Ayam with Carlin) → BMW-Team-RBM
- Antonio Giovinazzi: Europäische Formel-3-Meisterschaft (Jagonya Ayam with Carlin) → Audi Sport Team Phoenix
- Maximilian Götz: Blancpain Sprint Series (HTP Motorsport) → Petronas / AMG Mercedes

Fahrer, die die DTM verlassen haben:
- Joey Hand: BMW-Team-RBM → United SportsCar Championship (Chip Ganassi Racing)
- Witali Petrow: Petronas / AMG Mercedes → unbekannt

## Rennkalender und Ergebnisse
Der Rennkalender wurde im Vergleich zur Vorsaison leicht modifiziert. Das Rennen im ungarischen Mogyoród wurde nach nur einem Jahr wieder aus dem DTM-Kalender entfernt.
| Runde | Runde  | Rennstrecke    | Datum         | Sieger                 | Zweiter                | Dritter                | Pole- Position         | Schnellste Rennrunde   | Gesamtführender Fahrer | Gesamtführender Hersteller |
| ----- | ------ | -------------- | ------------- | ---------------------- | ---------------------- | ---------------------- | ---------------------- | ---------------------- | ---------------------- | -------------------------- |
| 1     | Lauf 1 | Hockenheimring | 2. Mai        | Jamie Green            | Pascal Wehrlein        | Paul di Resta          | Jamie Green            | Paul di Resta          | Jamie Green            | Audi                       |
| 1     | Lauf 2 | Hockenheimring | 3. Mai        | Mattias Ekström        | Edoardo Mortara        | Gary Paffett           | Mike Rockenfeller      | Timo Scheider          | Edoardo Mortara        | Audi                       |
| 2     | Lauf 1 | Lausitzring    | 30. Mai       | Jamie Green            | Edoardo Mortara        | Mattias Ekström        | Miguel Molina          | Jamie Green            | Jamie Green            | Audi                       |
| 2     | Lauf 2 | Lausitzring    | 31. Mai       | Jamie Green            | Mattias Ekström        | Miguel Molina          | Jamie Green            | Jamie Green            | Jamie Green            | Audi                       |
| 3     | Lauf 1 | Norisring      | 27. Juni      | Pascal Wehrlein        | Robert Wickens         | Gary Paffett           | Christian Vietoris     | Jamie Green            | Jamie Green            | Audi                       |
| 3     | Lauf 2 | Norisring      | 28. Juni      | Robert Wickens         | Christian Vietoris     | Bruno Spengler         | Bruno Spengler         | Robert Wickens         | Jamie Green            | Audi                       |
| 4     | Lauf 1 | Zandvoort      | 11. Juli      | Marco Wittmann         | António Félix da Costa | Maxime Martin          | Augusto Farfus         | António Félix da Costa | Jamie Green            | Audi                       |
| 4     | Lauf 2 | Zandvoort      | 12. Juli      | António Félix da Costa | Augusto Farfus         | Bruno Spengler         | António Félix da Costa | Timo Glock             | Jamie Green            | Audi                       |
| 5     | Lauf 1 | Red Bull Ring  | 1. August     | Edoardo Mortara        | Pascal Wehrlein        | Paul di Resta          | Edoardo Mortara        | Edoardo Mortara        | Pascal Wehrlein        | Audi                       |
| 5     | Lauf 2 | Red Bull Ring  | 2. August     | Mattias Ekström        | Gary Paffett           | Edoardo Mortara        | Mattias Ekström        | Mattias Ekström        | Mattias Ekström        | Mercedes                   |
| 6     | Lauf 1 | Wolokolamsk    | 29. August    | Pascal Wehrlein        | Marco Wittmann         | Bruno Spengler         | Marco Wittmann         | Pascal Wehrlein        | Pascal Wehrlein        | Mercedes                   |
| 6     | Lauf 2 | Wolokolamsk    | 30. August    | Mike Rockenfeller      | Bruno Spengler         | Mattias Ekström        | Mike Rockenfeller      | Mike Rockenfeller      | Mattias Ekström        | Audi                       |
| 7     | Lauf 1 | Oschersleben   | 12. September | Timo Glock             | Bruno Spengler         | António Félix da Costa | Timo Glock             | Timo Glock             | Pascal Wehrlein        | Audi                       |
| 7     | Lauf 2 | Oschersleben   | 13. September | Tom Blomqvist          | Augusto Farfus         | Marco Wittmann         | Augusto Farfus         | Tom Blomqvist          | Pascal Wehrlein        | BMW                        |
| 8     | Lauf 1 | Nürburgring    | 26. September | Maxime Martin          | Edoardo Mortara        | Pascal Wehrlein        | Lucas Auer             | Maxime Martin          | Pascal Wehrlein        | BMW                        |
| 8     | Lauf 2 | Nürburgring    | 27. September | Miguel Molina          | Paul di Resta          | Bruno Spengler         | Miguel Molina          | Miguel Molina          | Pascal Wehrlein        | BMW                        |
| 9     | Lauf 1 | Hockenheimring | 17. Oktober   | Timo Scheider          | Jamie Green            | Maxime Martin          | Maxime Martin          | Timo Scheider          | Pascal Wehrlein        | BMW                        |
| 9     | Lauf 2 | Hockenheimring | 18. Oktober   | Jamie Green            | Mattias Ekström        | Edoardo Mortara        | Gary Paffett           | Edoardo Mortara        | Pascal Wehrlein        | BMW                        |

## Meisterschaftsergebnisse

### Punktesystem
Punkte wurden an die ersten 10 klassifizierten Fahrer in folgender Anzahl vergeben:
| Platz  | 1. | 2. | 3. | 4. | 5. | 6. | 7. | 8. | 9. | 10. |
| Punkte | 25 | 18 | 15 | 12 | 10 | 8  | 6  | 4  | 2  | 1   |

### Fahrerwertung
Insgesamt kamen 24 Fahrer in die Punktewertung.
| Platz | Fahrer                 | HOC1 | HOC1 | LAU | LAU | NOR | NOR | ZAN | ZAN | RBR | RBR | MOS | MOS | OSC | OSC | NÜR | NÜR | HOC2 | HOC2 | Punkte |
| ----- | ---------------------- | ---- | ---- | --- | --- | --- | --- | --- | --- | --- | --- | --- | --- | --- | --- | --- | --- | ---- | ---- | ------ |
| 1     | Pascal Wehrlein        | 2    | 8    | 5   | 13  | 1   | 5   | 10  | 6   | 2   | 21* | 1   | 10  | 5   | 5   | 3   | 5   | 8    | 21   | 169    |
| 2     | Jamie Green            | 1    | 13   | 1   | 1   | 7   | 18  | DNF | 13  | DNF | 17  | 4   | 5   | DNF | 8   | DNF | 17  | 2    | 1    | 150    |
| 3     | Mattias Ekström        | 12   | 1    | 3   | 2   | 17  | 4   | 13  | 7   | 5   | 1   | DNF | 3   | 14  | 11  | 10  | 11  | 9    | 2    | 147    |
| 4     | Edoardo Mortara        | 4    | 2    | 2   | 5   | 11  | 15  | DNF | DNF | 1   | 3   | 6   | 8   | 19* | DNF | 2   | DNF | DNF  | 3    | 143    |
| 5     | Bruno Spengler         | 11   | 9    | 11  | 19  | 5   | 3   | 5   | 3   | 15  | 15  | 3   | 2   | 2   | 10  | 19* | 3   | 19*  | 8    | 123    |
| 6     | Marco Wittmann         | 9    | 5    | 13  | 17  | 9   | 13  | 1   | 5   | 9   | 11  | 2   | 7   | 6   | 3   | 7   | 18  | 6    | DNF  | 112    |
| 7     | Maxime Martin          | 7    | 14   | 7   | 8   | DNF | 10  | 3   | 17  | 14  | 19  | 18  | 4   | 11  | 9   | 1   | 13  | 3    | 6    | 94     |
| 8     | Paul di Resta          | 3    | 22   | 14  | 15  | DNF | 6   | DNF | 14  | 3   | 9   | 14  | 15  | 13  | 6   | 12  | 2   | 4    | 4    | 90     |
| 9     | Gary Paffett           | DNF  | 3    | 23  | DNF | 3   | 7   | 11  | 10  | 7   | 2   | 7   | 6   | DNF | 13  | 4   | DNF | DNF  | 9    | 89     |
| 10    | Mike Rockenfeller      | 5    | 6    | 9   | 10  | 14  | DNF | 8   | 11  | 8   | 4   | 10  | 1   | DNF | 19  | 11  | 7   | 5    | 16   | 83     |
| 11    | António Félix da Costa | 13   | 20   | 19  | 14  | 12  | 12  | 2   | 1   | 13  | 10  | 11  | 23  | 3   | 4   | 9   | 15  | 11   | 7    | 79     |
| 12    | Augusto Farfus         | 10   | 21   | DNF | DNF | 8   | DNF | 4   | 2   | 6   | 18  | 15  | 11  | 4   | 2   | 18  | 8   | DNF  | 15   | 77     |
| 13    | Robert Wickens         | DNF  | 7    | 6   | 18  | 2   | 1   | DNF | 19  | DNF | 20* | 12  | 22  | DNF | 16  | 8   | DNF | DNF  | 19   | 61     |
| 14    | Tom Blomqvist          | DNF  | 17   | 22  | DNF | DNF | DSQ | 7   | 18  | 17  | 22* | 8   | 12  | 7   | 1   | DNF | 4   | 7    | 18   | 59     |
| 15    | Timo Glock             | 8    | 10   | 18  | 12  | 13  | DNF | 6   | 4   | 19  | 14  | DNF | 17  | 1   | 7   | 13  | 20  | 18*  | 12   | 56     |
| 16    | Christian Vietoris     | 14   | 11   | 17  | 7   | 4   | 2   | 12  | 8   | 4   | 8   | DNF | 20  | 18  | 21  | 15  | 14  | 12   | DNF  | 56     |
| 17    | Miguel Molina          | DNF  | 18   | 4   | 3   | 20  | 17  | DNF | 12  | 18  | 13  | DNF | 14  | 9   | DNF | DNF | 1   | 14   | 11   | 54     |
| 18    | Timo Scheider          | DNF  | 12   | 8   | 4   | 16  | 16  | 14  | 15  | 16  | DSQ | EX  | EX  | 12  | 12  | DNF | DNF | 1    | 5    | 51     |
| 19    | Martin Tomczyk         | DNF  | 4    | 12  | 11  | 6   | 11  | DNF | DNF | DNF | 12  | 17  | DNF | 8   | 20  | WD  | 9   | 16   | 10   | 27     |
| 20    | Daniel Juncadella      | DNF  | 15   | 10  | 6   | 10  | 8   | 16  | DNF | 11  | 23* | 5   | 13  | 10  | 15  | 17  | 10  | 13   | 13   | 26     |
| 21    | Nico Müller            | 6    | 19   | 20  | 9   | 18  | 19* | 9   | 21* | 12  | 5   | 9   | 9   | DNF | DNF | 16  | 16  | 15   | 17   | 26     |
| 22    | Maximilian Götz        | 16   | 16   | 15  | 16  | DNF | DNF | 15  | 16  | 20  | 7   | 16  | 18  | 16  | 18  | 5   | 6   | 10   | 14   | 25     |
| 23    | Lucas Auer             | DNF  | DNS  | 21  | 21* | 15  | 9   | 17  | 20  | 21  | 6   | 13  | 19  | 15  | 17  | 6   | 19  | 17   | 20   | 18     |
| 24    | Adrien Tambay          | 15   | DNF  | 16  | 20* | 19  | 14  | 18  | 9   | 10  | 16  | DNF | 16  | 17  | 14  | 14  | 12  | DNF  | DNF  | 3      |
| 25    | Antonio Giovinazzi     |      |      |     |     |     |     |     |     |     |     | 19  | 21  |     |     |     |     |      |      | 0      |
| Platz | Fahrer                 | HOC1 | HOC1 | LAU | LAU | NOR | NOR | ZAN | ZAN | RBR | RBR | MOS | MOS | OSC | OSC | NÜR | NÜR | HOC2 | HOC2 | Punkte |

| Legende  | Legende            | Legende                                                          |
| Farbe    | Abkürzung          | Bedeutung                                                        |
| -------- | ------------------ | ---------------------------------------------------------------- |
| Gold     | –                  | Sieg                                                             |
| Silber   | –                  | 2. Platz                                                         |
| Bronze   | –                  | 3. Platz                                                         |
| Grün     | –                  | Platzierung in den Punkten                                       |
| Blau     | –                  | Klassifiziert außerhalb der Punkteränge                          |
| Violett  | DNF                | Rennen nicht beendet (did not finish)                            |
| Violett  | NC                 | nicht klassifiziert (not classified)                             |
| Rot      | DNQ                | nicht qualifiziert (did not qualify)                             |
| Rot      | DNPQ               | in Vorqualifikation gescheitert (did not pre-qualify)            |
| Schwarz  | DSQ                | disqualifiziert (disqualified)                                   |
| Weiß     | DNS                | nicht am Start (did not start)                                   |
| Weiß     | WD                 | zurückgezogen (withdrawn)                                        |
| Hellblau | PO                 | nur am Training teilgenommen (practiced only)                    |
| Hellblau | TD                 | Freitags-Testfahrer (test driver)                                |
| ohne     | DNP                | nicht am Training teilgenommen (did not practice)                |
| ohne     | INJ                | verletzt oder krank (injured)                                    |
| ohne     | EX                 | ausgeschlossen (excluded)                                        |
| ohne     | DNA                | nicht erschienen (did not arrive)                                |
| ohne     | C                  | Rennen abgesagt (cancelled)                                      |
| ohne     | keine WM-Teilnahme |                                                                  |
| sonstige | P/fett             | Pole-Position                                                    |
| sonstige | 1/2/3/4/5/6/7/8    | Punktplatzierung im Sprint-/Qualifikationsrennen                 |
| sonstige | SR/kursiv          | Schnellste Rennrunde                                             |
| sonstige | *                  | nicht im Ziel, aufgrund der zurückgelegten Distanz aber gewertet |
| sonstige | ()                 | Streichresultate                                                 |
| sonstige | unterstrichen      | Führender in der Gesamtwertung                                   |

- Beim zweiten Spielberg-Rennen wurde Scheider wegen des Verursachens einer Kollision disqualifiziert. Scheider wurde zunächst von Pascal Wehrlein überholt, nachdem er hinter Wehrleins langsamer fahrendem Markenkollegen Robert Wickens hinterhergefahren war. Vor der nächsten Kurve bremste Scheider später als Wickens und schob so Wickens in Wehrlein hinein. Beide Fahrer schieden aus, während Scheider als Sechster ins Ziel fuhr. Die Rennkommissare sahen die Schuld für diesen Zwischenfall bei Scheider und disqualifizierten ihn. Kurz vor dem Zwischenfall war über Scheiders Boxenfunk Audi-Motorsportchef Wolfgang Ullrich zu hören, der die Anweisung „Timo, schieb ihn raus“ funkte. Scheider wurde darüber hinaus für zwei Rennen gesperrt. Wolfgang Ulrich wurde für den Rest der Saison der Zutritt zur Boxengasse und die Nutzung des Teamfunks untersagt und Audi wurde eine Geldstrafe in Höhe von 200.000 Euro auferlegt.[15]

### Teamwertung
| Platz | Team                              | Nr. | HOC1 | HOC1 | LAU | LAU | NOR | NOR | ZAN | ZAN | RBR | RBR | MOS | MOS | OSC | OSC | NÜR | NÜR | HOC2 | HOC2 | Punkte |
| ----- | --------------------------------- | --- | ---- | ---- | --- | --- | --- | --- | --- | --- | --- | --- | --- | --- | --- | --- | --- | --- | ---- | ---- | ------ |
| 1     | gooix/Original-Teile Mercedes-AMG | 8   | 14   | 11   | 17  | 7   | 4   | 2   | 12  | 8   | 4   | 8   | DNF | 20  | 18  | 21  | 15  | 14  | 12   | DNF  | 225    |
| 1     | gooix/Original-Teile Mercedes-AMG | 94  | 2    | 8    | 5   | 13  | 1   | 5   | 10  | 6   | 2   | 21* | 1   | 10  | 5   | 5   | 3   | 5   | 8    | 21   | 225    |
| 2     | BMW Team RMG                      | 1   | 9    | 5    | 13  | 17  | 9   | 13  | 1   | 5   | 9   | 11  | 2   | 7   | 6   | 3   | 7   | 18  | 6    | DNF  | 206    |
| 2     | BMW Team RMG                      | 36  | 7    | 14   | 7   | 8   | DNF | 10  | 3   | 17  | 14  | 19  | 18  | 4   | 11  | 9   | 1   | 13  | 3    | 6    | 206    |
| 3     | Audi Sport Team Abt Sportsline    | 5   | 12   | 1    | 3   | 2   | 17  | 4   | 13  | 7   | 5   | 1   | DNF | 3   | 14  | 11  | 10  | 11  | 9    | 2    | 201    |
| 3     | Audi Sport Team Abt Sportsline    | 17  | DNF  | 18   | 4   | 3   | 20  | 17  | DNF | 12  | 18  | 13  | DNF | 14  | 9   | DNF | DNF | 1   | 14   | 11   | 201    |
| 4     | BMW Team MTEK                     | 7   | 11   | 9    | 11  | 19  | 5   | 3   | 5   | 3   | 15  | 15  | 3   | 2   | 2   | 10  | 19* | 3   | 19*  | 8    | 179    |
| 4     | BMW Team MTEK                     | 16  | 8    | 10   | 18  | 12  | 13  | DNF | 6   | 4   | 19  | 14  | DNF | 17  | 1   | 7   | 13  | 20  | 18*  | 12   | 179    |
| 5     | Audi Sport Team Rosberg           | 51  | 6    | 19   | 20  | 9   | 18  | 19* | 9   | 21* | 12  | 5   | 9   | 9   | DNF | DNF | 16  | 16  | 15   | 17   | 176    |
| 5     | Audi Sport Team Rosberg           | 53  | 1    | 13   | 1   | 1   | 7   | 18  | DNF | 13  | DNF | 17  | 4   | 5   | DNF | 8   | DNF | 17  | 2    | 1    | 176    |
| 6     | SILBERPFEIL Energy Mercedes-AMG   | 3   | 3    | 22   | 14  | 15  | DNF | 6   | DNF | 14  | 3   | 9   | 14  | 15  | 13  | 6   | 12  | 2   | 4    | 4    | 151    |
| 6     | SILBERPFEIL Energy Mercedes-AMG   | 6   | DNF  | 7    | 6   | 18  | 2   | 1   | DNF | 19  | DNF | 20* | 12  | 22  | DNF | 16  | 8   | DNF | DNF  | 19   | 151    |
| 7     | Audi Sport Team Abt               | 27  | 15   | DNF  | 16  | 20* | 19  | 14  | 18  | 9   | 10  | 16  | DNF | 16  | 17  | 14  | 14  | 12  | DNF  | DNF  | 146    |
| 7     | Audi Sport Team Abt               | 48  | 4    | 2    | 2   | 5   | 11  | 15  | DNF | DNF | 1   | 3   | 6   | 8   | 19* | DNF | 2   | DNF | DNF  | 3    | 146    |
| 8     | BMW Team RBM                      | 18  | 10   | 21   | DNF | DNF | 8   | DNF | 4   | 2   | 6   | 18  | 15  | 11  | 4   | 2   | 18  | 8   | DNF  | 15   | 136    |
| 8     | BMW Team RBM                      | 31  | DNF  | 17   | 22  | DNF | DNF | DSQ | 7   | 18  | 17  | 22* | 8   | 12  | 7   | 1   | DNF | 4   | 7    | 18   | 136    |
| 9     | Audi Sport Team Phoenix           | 10  | DNF  | 12   | 8   | 4   | 16  | 16  | 14  | 15  | 16  | DSQ | EX  | EX  | 12  | 12  | DNF | DNF | 1    | 5    | 134    |
| 9     | Audi Sport Team Phoenix           | 93  |      |      |     |     |     |     |     |     |     |     | 19  | 21  |     |     |     |     |      |      | 134    |
| 9     | Audi Sport Team Phoenix           | 99  | 5    | 6    | 9   | 10  | 14  | DNF | 8   | 11  | 8   | 4   | 10  | 1   | DNF | 19  | 11  | 7   | 5    | 16   | 134    |
| 10    | EURONICS/BWT Mercedes-AMG         | 2   | DNF  | 3    | 23  | DNF | 3   | 7   | 11  | 10  | 7   | 2   | 7   | 6   | DNF | 13  | 4   | DNF | DNF  | 9    | 107    |
| 10    | EURONICS/BWT Mercedes-AMG         | 22  | DNF  | DNS  | 21  | 21* | 15  | 9   | 17  | 20  | 21  | 6   | 13  | 19  | 15  | 17  | 6   | 19  | 17   | 20   | 107    |
| 11    | BMW Team Schnitzer                | 13  | 13   | 20   | 19  | 14  | 12  | 12  | 2   | 1   | 13  | 10  | 11  | 23  | 3   | 4   | 9   | 15  | 11   | 7    | 106    |
| 11    | BMW Team Schnitzer                | 77  | DNF  | 4    | 12  | 11  | 6   | 11  | DNF | DNF | DNF | 12  | 17  | DNF | 8   | 20  | WD  | 9   | 16   | 10   | 106    |
| 12    | PETRONAS Mercedes-AMG             | 12  | DNF  | 15   | 10  | 6   | 10  | 8   | 16  | DNF | 11  | 23* | 5   | 13  | 10  | 15  | 17  | 10  | 17   | 20   | 51     |
| 12    | PETRONAS Mercedes-AMG             | 84  | 16   | 16   | 15  | 16  | DNF | DNF | 15  | 16  | 20  | 7   | 16  | 18  | 16  | 18  | 5   | 6   | 10   | 14   | 51     |
| Platz | Team                              | Nr. | HOC1 | HOC1 | LAU | LAU | NOR | NOR | ZAN | ZAN | RBR | RBR | MOS | MOS | OSC | OSC | NÜR | NÜR | HOC2 | HOC2 | Punkte |

### Markenwertung
| Platz | Konstrukteur  | HOC1 | HOC1 | LAU | LAU | NOR | NOR | ZAN | ZAN | RBR | RBR | MOS | MOS | OSC | OSC | NÜR | NÜR | HOC2 | HOC2 | Punkte |
| ----- | ------------- | ---- | ---- | --- | --- | --- | --- | --- | --- | --- | --- | --- | --- | --- | --- | --- | --- | ---- | ---- | ------ |
| 1     | BMW           | 13   | 25   | 6   | 4   | 24  | 16  | 69  | 80  | 10  | 1   | 37  | 36  | 88  | 79  | 33  | 33  | 29   | 19   | 602    |
| 2     | Audi          | 55   | 51   | 76  | 83  | 6   | 12  | 6   | 8   | 40  | 0   | 23  | 56  | 2   | 4   | 19  | 31  | 55   | 68   | 595    |
| 3     | Mercedes-Benz | 33   | 25   | 19  | 14  | 71  | 73  | 1   | 13  | 51  | 38  | 41  | 9   | 11  | 18  | 49  | 37  | 17   | 14   | 534    |

Anmerkungen
1. ↑  Nach Überschreiten des Motorenkontingentes von BMW wurde der bestplatzierte BMW-Fahrer nicht für die Herstellerwertung gewertet.
2. ↑  Wegen unsportlichen Verhaltens eines Fahrers auf Anweisung von Audi-Motorsportchef Dr. Wolfgang Ullrich erhielt Audi keine Punkte in der Herstellerwertung.